# Edosa abathra
Edosa abathra är en fjärilsart som beskrevs av Edward Meyrick 1920. Edosa abathra ingår i släktet Edosa och familjen äkta malar. Inga underarter finns listade i Catalogue of Life.